# Márcio Amoroso
Márcio Amoroso dos Santos, född 5 juli 1974 i Brasilia i Brasilien, är en brasiliansk före detta fotbollsspelare. Han spelade som anfallare och har under karriären representerat klubbar som japanska Verdy Kawasaki, italienska Udinese Calcio och Parma AC, tyska Borussia Dortmund samt Málaga CF.
Amoroso vann säsongen 1998/1999 skytteligan i Serie A då han gjorde 22 mål för Udinese. Han blev också skyttekung i Bundesliga 2002 när han representerade Borussia Dortmund – klubben blev samma säsong tyska ligamästare.
Márcio Amoroso har även representerat Brasiliens landslag vid nitton tillfällen och gjort nio mål.
År 2008 skrev han på ett kontrakt med det Grekiska laget Aris FC, han fick nummer 30 på fotbollströjan.